# Дембники (Замбровський повіт)
Дембники (пол. Dębniki) — село в Польщі, у гміні Рутки Замбровського повіту Підляського воєводства.
Населення — 165 осіб (2011).
У 1975-1998 роках село належало до Ломжинського воєводства.

## Демографія
Демографічна структура станом на 31 березня 2011 року:
|          | Загалом | Допрацездатний вік | Працездатний вік | Постпрацездатний вік |
| -------- | ------- | ------------------ | ---------------- | -------------------- |
| Чоловіки | 84      | 19                 | 53               | 12                   |
| Жінки    | 81      | 26                 | 39               | 16                   |
| Разом    | 165     | 45                 | 92               | 28                   |